# 愛媛県道237号鳥坂宇和線
愛媛県道237号鳥坂宇和線 （えひめけんどう237ごう とさかうわせん）は、愛媛県西予市を通る一般県道である。

## 概要
西予市宇和町久保から西予市宇和町卯之町五丁目に至る。

### 路線データ
- 起点：西予市宇和町久保（国道56号交点）
- 終点：西予市宇和町卯之町五丁目（愛媛県道29号宇和野村線交点）

## 路線状況

### 道路施設

#### 橋梁
- 新開橋（岩瀬川、西予市）

## 地理

### 通過する自治体
- 愛媛県
  - 西予市

### 交差する道路
| 交差する道路            | 交差する場所       | 交差する場所 |
| ----------------------- | ------------------ | ------------ |
| 国道56号                | 宇和町久保         | 起点         |
| 愛媛県道263号平野坂戸線 | 宇和町平野         |              |
| 愛媛県道29号宇和野村線  | 宇和町卯之町五丁目 | 終点         |

### 沿線
- 西予市立田之筋保育園
- 西予市立田之筋小学校
- 田之筋郵便局
- 愛媛県立宇和高等学校
- 肱川